# Marion Montaigne
Marion Montaigne (Saint-Denis, Reunión, 8 de abril de 1980) es una historietista francesa, conocida por la serie de divulgación científica Morirás menos idiota.

## Biografía

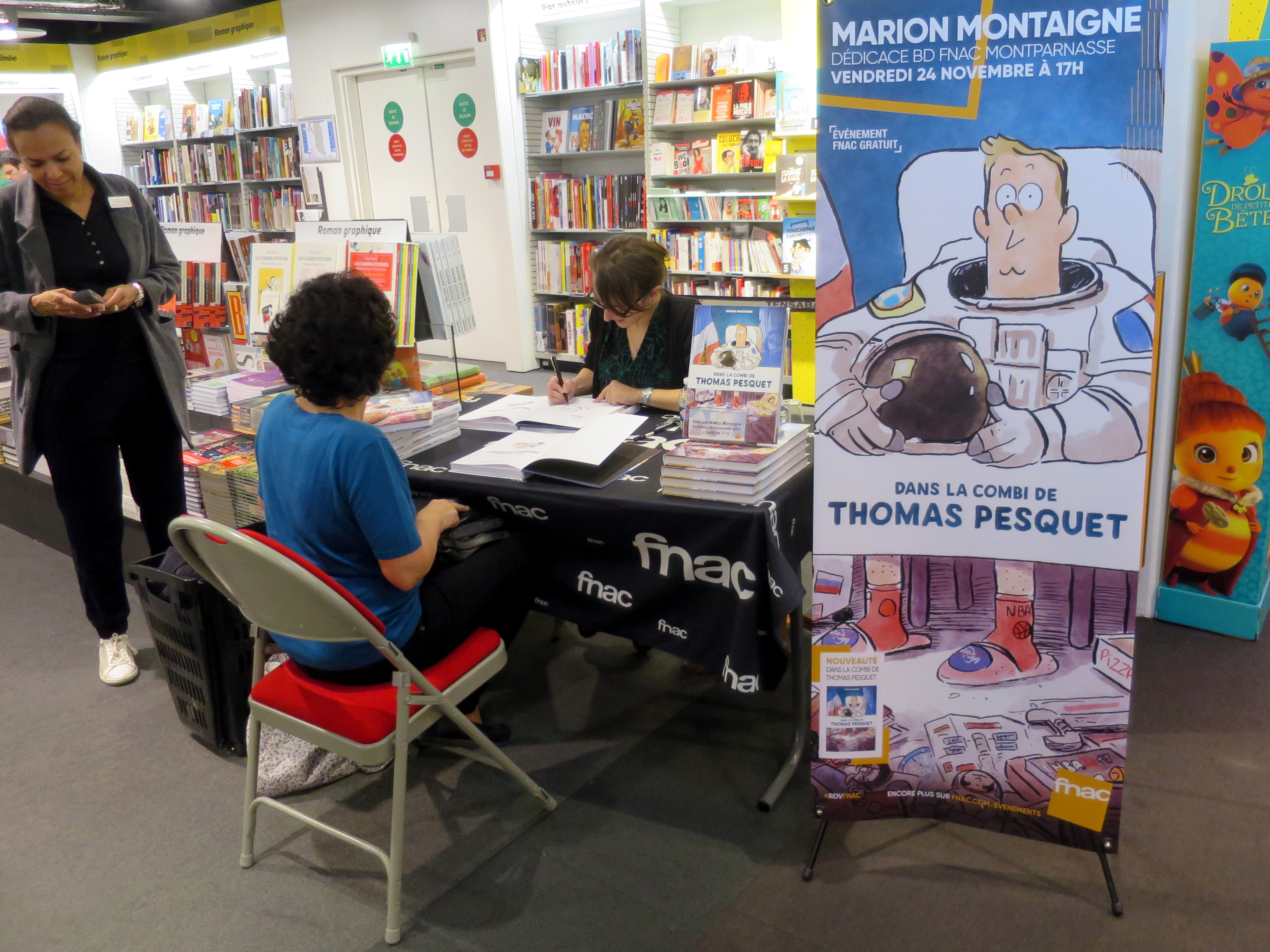
Montaigne durante una firma de ejemplares en Montparnasse.

Montaigne nació en la isla de La Reunión en 1980, donde sus padres se habían asentado por trabajo, y cuando tenía tres años regresó con su familia a la Francia metropolitana. El empleo de su padre en EDF le llevó a vivir en varias ciudades del país, hasta establecerse definitivamente en París. Interesada por la historieta desde joven, ha estudiado artes gráficas en la Escuela Estienne y animación en la Escuela Gobelins, si bien en un primer momento se había planteado cursar Biología.
Después de algunos trabajos puntuales como dibujante y guionista gráfica, en 2008 puso en marcha el webcómic de divulgación científica «Morirás menos idiota» (en francés: Tu mourras moins bête...), en el que un personaje llamado Profesor Bigote responde con humor a cuestiones sobre ciencia y biología. De esta obra se han llegado a publicar cuatro volúmenes recopilatorios entre 2011 y 2015, así como una serie de dibujos animados en el canal europeo Arte. Además de recibir buenas críticas por combinar humor y rigor científico, en 2013 ganó el premio del público en el Festival de Angulema.
La mayor parte de su obra ha estado centrada en historietas divulgativas. En 2013 publicó Riche, pourquoi pas toi?, basado en un ensayo de los sociólogos Monique Pinçon-Charlot y Michel Pinçon, en el que se explica el origen de la riqueza. Y en 2016 dibujó el primer tomo de la colección La Petite Bédéthèque des savoirs, en un capítulo sobre inteligencia artificial escrito junto con Jean-Noël Lafargue.
En 2017 publicó la novela gráfica Dans la combi de Thomas Pesquet, en colaboración con el astronauta Thomas Pesquet. Ambos se habían conocido a través del blog de Tu mourras moins bête, y ella le convenció para seguir sus pasos en una historieta sobre el funcionamiento de la exploración espacial. La obra llegó a vender más de 30 000 copias en el primer año, y en 2018 ganó el premio del público en Angulema.